# Distretto di Polje
Il distretto di Polje (in sloveno Četrtna skupnost Polje, pronuncia [ˈpoːljɛ]) o semplicemente Polje  è uno dei 17 distretti (mestna četrt) della città di Lubiana.